# Thiên Nam ngữ lục
Thiên Nam ngữ lục (chữ Nho: 天南語錄) là một tác phẩm văn vần theo thể lục bát soạn bằng chữ Nôm, tổng cộng là 4.068 câu lục bát, tức 8.136 dòng. Đây là áng văn chương lục bát dài nhất trong văn học Việt Nam.

## Lịch sử và hình thức
Tác phẩm này là một dạng sử ký bằng văn vần, soạn vào thời Hậu Lê, có lẽ do chúa Trịnh giao một nho sĩ làm vì đoạn cuối dành để ca tụng công đức nhà chúa. Sử gia đối chiếu các sự kiện thì cho rằng Thiên Nam ngữ lục được viết vào đời chúa Trịnh Căn khoảng năm 1682-1709. Tên họ tác giả đến nay vẫn chưa rõ. 
Ngoài phần lục bát, Thiên Nam ngữ lục còn có 31 bài sấm ca thất ngôn bát cú chữ Nho thể Đường thi và hai bài Hàn luật chữ Nôm.
Dạng sử ký văn vần này lần đầu tiên xuất hiện vào thời nhà Mạc thế kỷ 17 với cuốn Việt sử diễn âm 越史演音 dài 2332 dòng. Sau đến thời nhà Nguyễn thì có Đại Nam quốc sử diễn ca 大南國史演歌 dài 2054 dòng soạn dưới triều Tự Đức. Tuy nhiên nếu so sánh Đại Nam quốc sử diễn ca và Thiên Nam ngữ lục thì Thiên Nam ngữ lục dài hơn nhiều, gấp bốn lần số câu nhưng về phân kỷ thì chỉ kể đến thời Lê Trung hưng nên mỗi đoạn chép nhiều chi tiết hơn.
Về văn từ thì Thiên Nam ngữ lục lời lẽ nôm na dân dã hơn. Có thuyết cho rằng chúa Trịnh cho soạn tác phẩm này để dẹp bớt những bài vè cùng những thơ Nôm truyền tụng trong dân gian có ý bài bác chống lại quyền chính danh của nhà chúa. Dòng chúa Trịnh ở Đàng Ngoài đã mấy lần xuống lệnh lục lọi tìm sách "yêu ngôn yêu thư" bằng chữ Nôm vì cho đó là phương tiện độc hại truyền những "tà thuyết dị đoan" phải cấm đoán đem đốt đi như thời Trịnh Tạc và Trịnh Cương. Việc nhà chúa cho soạn văn Nôm vì thế quả thật là một ngoại lệ.

## Nội dung
Bài thơ trường thiên này thuật lại lịch sử người Việt từ đời Hồng Bàng đến hết thời Minh thuộc. Những sự kiện đại để đều ghi theo Đại Việt sử ký toàn thư chỉ thiếu phần về Lý Thường Kiệt. Tuy nhiên khác với chính sử, Thiên Nam ngữ lục còn thuật lại nhiều truyền thuyết dân gian ngoại sử có tính hoang đường, thần phép, nhưng trước sau vẫn xoay quanh chủ đề chống ngoại xâm. Ví dụ như thánh tích về Hai Bà Trưng; trong khi chính sử thì cho là vì thù chồng mà Trưng Trắc khởi nghĩa cho hợp với quan điểm Nho giáo, Thiên Nam ngữ lục thì lặp lại là Bà Trưng dấy binh để đuổi quân Tàu.

## Chuyển sang Quốc ngữ
Thiên Nam ngữ lục được chuyển sang Quốc ngữ qua ấn bản năm 1958 do Nguyễn Lương Ngọc và Đinh Gia Khánh thực hiện. Năm 2001 Nguyễn Thị Lâm tìm được những dị bản khác và đem hiệu đính lại.